# When Angels and Serpents Dance
Albums de POD
Greatest Hits: The Atlantic Years
(2006) Rhapsody Originals
(2008)
When Angels and Serpents Dance est le septième album studio, du groupe de rock californien POD, sorti en 2008. C'est le premier album sorti depuis le retour du guitariste Marcos Curiel et le premier sous le label INO/Columbia. Sont aussi présents sur l'album, Mike Muir de Suicidal Tendencies, le guitariste d'Helmet Page Hamilton, ainsi que les Marley Sisters. L'album se classe #9 au Billboard 200, avec plus de 34000 copies vendues la première semaine.

## Liste des pistes
1. Addicted (3:32)
2. Shine With Me (3:32)
3. Condescending (4:02)
4. It Can't Rain Everyday (4:42)
5. Kaliforn-Eye-A (4:30) (featuring Mike Muir)
6. I'll Be Ready - (4:42) (featuring Cedella et Sharon Marley)
7. End Of The World - (4:34)
8. This Ain't No Ordinary Love Song (3:44)
9. God Forbid (2:42) (featuring Page Hamilton)
10. Roman Empire (3:16)
11. When Angels and Serpents Dance (3:20)
12. Tell Me Why (4:54)
13. Rise Against (4:52)

Piste bonus
1. Don't Fake It (3:17) (iTunes bonus track)